# Brunmuld
Brunmuld kaldes det brune, terningeagtige trøske, som opstår i træer, der er angrebet af cellulose-nedbrydende svampe. Da cellulosen er det hvidt farvede stof i veddet, bliver kun det brunfarvede lignin tilbage. Brunmuld kan fremkaldes af en lang række svampe, og det er altså ikke noget sikkert symptom på, at en bestemt svamp har angrebet veddet.
Da det er cellulosen, som giver veddet dets brudstyrke, får træer med brunmuld sprøde grene og stammer, som knækker let.